# Ciência da fala
A ciência da fala refere-se ao estudo da produção, transmissão e percepção da fala. A ciência da fala envolve anatomia, em particular anatomia da região orofacial e neuroanatomia, fisiologia e acústica.

## Produção da fala

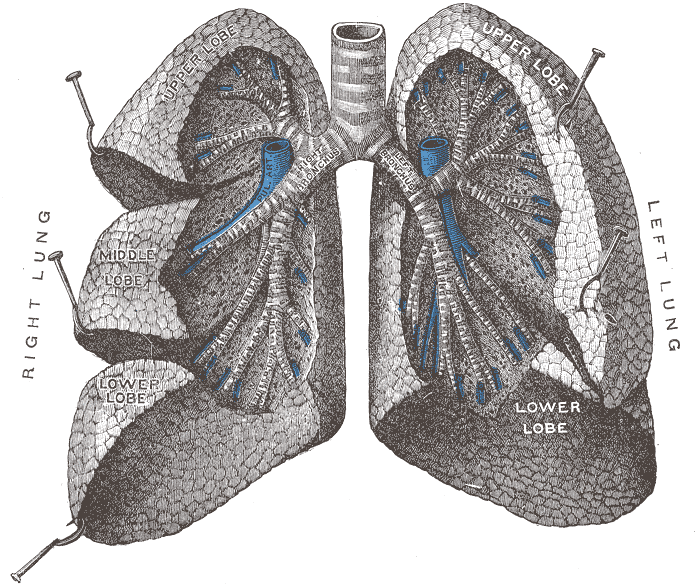
As passagens cartilaginosas (brônquios e bronquíolos) dos pulmões.

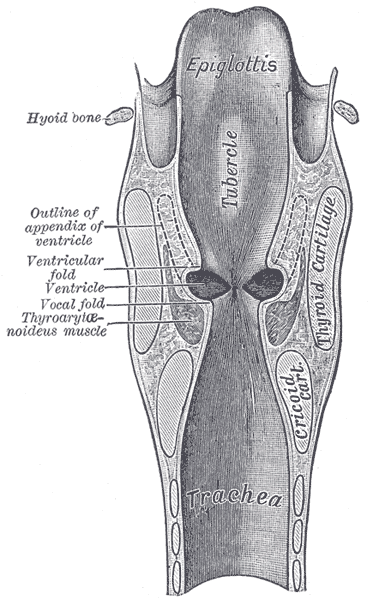
Corte coronal da laringe e parte superior da traqueia.

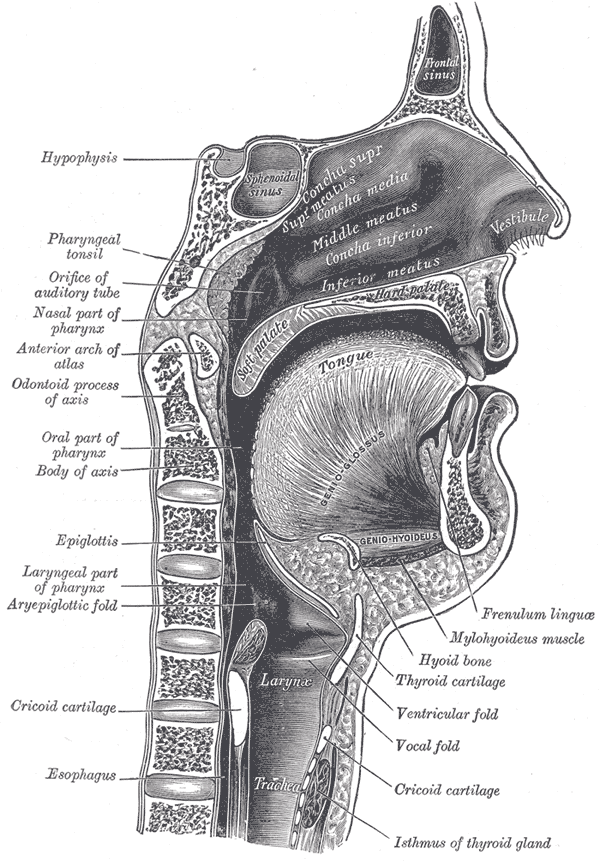
Seção sagital do nariz, boca, faringe e laringe.

A produção da fala é uma tarefa motora altamente complexa que envolve aproximadamente 100 músculos orofaciais, laríngeos, faríngeos e respiratórios. O tempo preciso e rápido desses músculos é essencial para a produção de sons de fala temporalmente complexos, que são caracterizados por transições tão curtas quanto 10 ms entre bandas de frequência e uma taxa média de fala de aproximadamente 15 sons por segundo. A produção da fala requer que o fluxo de ar dos pulmões (respiração) seja fonado através das pregas vocais da laringe (fonação) e ressoe nas cavidades vocais moldadas pela mandíbula, palato mole, lábios, língua e outros articuladores (articulação).

### Respiração
A respiração é o processo físico de troca gasosa entre um organismo e seu ambiente envolvendo quatro etapas (ventilação, distribuição, perfusão e difusão) e dois processos (inspiração e expiração). A respiração pode ser descrita como o processo mecânico de entrada e saída de ar dos pulmões com base no princípio da lei de Boyle, afirmando que, à medida que o volume de um recipiente aumenta, a pressão do ar diminui. Esta pressão relativamente negativa fará com que o ar entre no recipiente até que a pressão seja equalizada. Durante a inspiração do ar, o diafragma se contrai e os pulmões se expandem, atraídos pelas pleuras através da tensão superficial e da pressão negativa. Quando os pulmões se expandem, a pressão do ar torna-se negativa em comparação com a pressão atmosférica e o ar fluirá da área de maior pressão para encher os pulmões. A inspiração forçada para a fala utiliza músculos acessórios para elevar a caixa torácica e ampliar a cavidade torácica nas dimensões vertical e lateral. Durante a expiração forçada para a fala, os músculos do tronco e do abdômen reduzem o tamanho da cavidade torácica, comprimindo o abdômen ou puxando a caixa torácica para baixo, forçando o ar a sair dos pulmões.

### Fonação
A fonação é a produção de uma onda sonora periódica pela vibração das pregas vocais. O fluxo de ar dos pulmões, assim como a contração dos músculos laríngeos, provocam o movimento das pregas vocais. São as propriedades de tensão e elasticidade que permitem que as pregas vocais sejam esticadas, agrupadas, unidas e separadas. Durante a pré-fonação, as pregas vocais passam da posição abduzida para a aduzida. A pressão subglótica aumenta e o fluxo de ar força as dobras a se separarem, de inferior para superior. Se o volume do fluxo de ar for constante, a velocidade do fluxo aumentará na área de constrição e causará uma diminuição na pressão abaixo da distribuição. Essa pressão negativa unirá novamente as dobras inicialmente abertas. O ciclo se repete até que as pregas vocais sejam abduzidas para inibir a fonação ou respirar.

### Articulação
Num terceiro processo de produção da fala, a articulação, as estruturas móveis e imóveis da face (articuladores) ajustam o formato da boca, faringe e cavidades nasais (trato vocal) à medida que o som vibratório das pregas vocais passa produzindo frequências ressonantes variadas.

### Controle nervoso central
A análise das lesões cerebrais e a correlação entre a localização das lesões e os déficits comportamentais foram as fontes mais importantes de conhecimento sobre os mecanismos cerebrais subjacentes à produção da fala por muitos anos. Os estudos das lesões seminais de Paul Broca indicaram que a produção da fala depende da integridade funcional do giro frontal inferior esquerdo.
Mais recentemente, os resultados de técnicas de neuroimagem não invasivas, como a ressonância magnética funcional (fMRI), fornecem evidências crescentes de que habilidades humanas complexas não estão localizadas principalmente em áreas cerebrais altamente especializadas (por exemplo, a área de Broca), mas estão organizadas em redes que conectam vários diferentes. em vez disso, áreas de ambos os hemisférios. A neuroimagem funcional identificou uma rede neural complexa subjacente à produção da fala, incluindo áreas corticais e subcorticais, como a área motora suplementar, áreas motoras cinguladas, córtex motor primário, gânglios da base e cerebelo.

## Percepção da fala
A percepção da fala refere-se à compreensão da fala. O início do processo de compreensão da fala é primeiro ouvir a mensagem falada. O sistema auditivo recebe sinais sonoros começando no ouvido externo. Eles entram no pavilhão auricular e continuam no canal auditivo externo (canal auditivo) e depois no tímpano. Uma vez no ouvido médio, que consiste no martelo, na bigorna e no estribo; os sons são transformados em energia mecânica. Após ser convertida em energia mecânica, a mensagem chega à janela oval, que é o início do ouvido interno. Uma vez dentro do ouvido interno, a mensagem é transferida em energia hidráulica passando pela cóclea, que está cheia de líquido, e segue para o órgão de Corti. Este órgão novamente ajuda o som a ser transferido para um impulso neural que estimula a via auditiva e chega ao cérebro. O som é então processado no giro de Heschl e associado ao significado na área de Wernicke. Quanto às teorias de percepção da fala, existem uma teoria motora e uma auditiva. A teoria motora baseia-se na premissa de que os sons da fala são codificados no sinal acústico e não nele cifrados. A teoria auditiva dá maior ênfase aos mecanismos sensoriais e de filtragem do ouvinte e sugere que o conhecimento da fala é um papel menor, usado apenas em condições perceptivas difíceis.

## Transmissão da fala

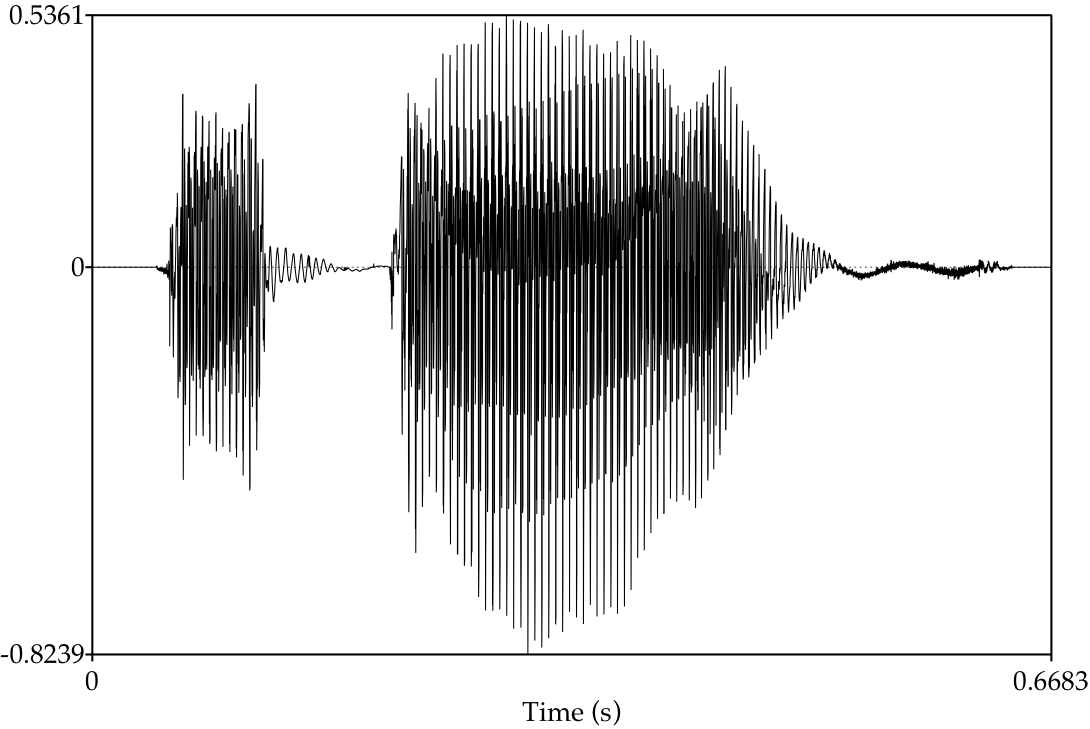
Forma de onda (amplitude em função do tempo) da palavra inglesa "above".

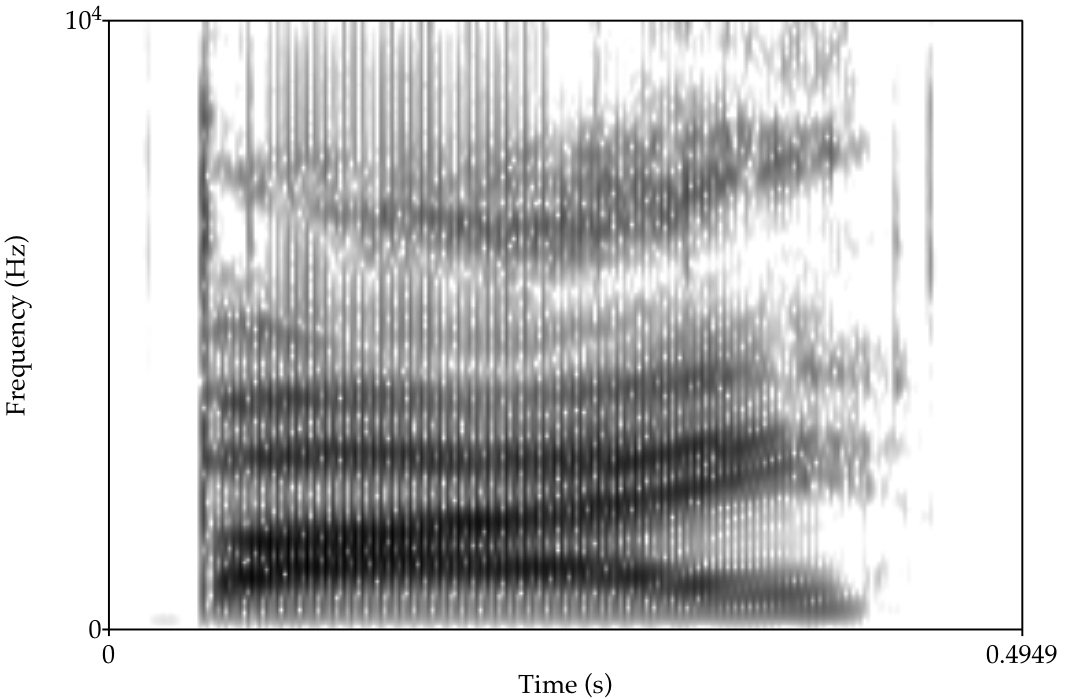
Espectrograma (frequência em função do tempo) da palavra inglesa "buy".

A fala é transmitida através de ondas sonoras, que seguem os princípios básicos da acústica. A fonte de todo som é a vibração. Para que o som exista, são necessários uma fonte (algo colocado em vibração) e um meio (algo para transmitir as vibrações).
Como as ondas sonoras são produzidas por um corpo vibrante, o objeto vibrante se move em uma direção e comprime o ar diretamente à sua frente. À medida que o objeto vibrante se move na direção oposta, a pressão no ar diminui, de modo que ocorre uma expansão, ou rarefação, das moléculas de ar. Uma compressão e uma rarefação constituem uma onda longitudinal. As moléculas de ar vibrantes movem-se para frente e para trás paralelamente à direção do movimento da onda, recebendo energia de moléculas adjacentes mais próximas da fonte e passando a energia para moléculas adjacentes mais distantes da fonte. As ondas sonoras têm duas características gerais: Uma perturbação ocorre em algum meio identificável no qual a energia é transmitida de um lugar para outro, mas o meio não viaja entre dois lugares.
Características básicas importantes das ondas são comprimento de onda, amplitude, período e frequência. Comprimento de onda é o comprimento da forma de onda repetida. Amplitude é o deslocamento máximo das partículas do meio, que é determinado pela energia da onda. Um período (medido em segundos) é o tempo que uma onda leva para passar por um determinado ponto. A frequência da onda é o número de ondas que passam por um determinado ponto em uma unidade de tempo. A frequência é medida em hertz (Hz ciclos por segundo) e é percebido como pitch. Cada vibração completa de uma onda sonora é chamada de ciclo. Duas outras propriedades físicas do som são intensidade e duração. A intensidade é medida em decibéis (dB) e é percebida como volume.
Existem dois tipos de tons: tons puros e tons complexos. A nota musical produzida por um diapasão é chamada de tom puro porque consiste em um tom que soa em apenas uma frequência. Os instrumentos obtêm seus sons específicos – seu timbre – porque seu som vem de muitos tons diferentes, todos soando juntos em frequências diferentes. Uma única nota tocada em um piano, por exemplo, consiste na verdade em vários tons, todos soando juntos em frequências ligeiramente diferentes.